# Margarida Gil
Maria Margarida Gil Lopes (Covilhã, 7 de Setembro de 1950) é das poucas cineastas portuguesas que se mantêm activas desde a década de 70 em Portugal.  Foi presidente da Associação de Realizadores Portugueses.

## Biografia
Margarida Gil nasceu no dia 7 de Setembro de 1950 na Covilhã.  Em 1968, com 17 anos, ela e a familia mudam-se para Lisboa, onde irá frequentar a Faculdade de Letras da Universidade de Lisboa ao mesmo tempo que trabalhava na Santa Casa da Misericórdia, licenciando-se em filologia germânica. 
O seu primeiro filme, Relação Fiel e Verdadeira (1989), esteve presente no Festival Internacional de Cinema de Veneza e três anos mais tarde, Rosa Negra foi seleccionado para o Festival Internacional de Cinema de Locarno. Mantém-se como colaboradora da RTP desde 1975, onde já assinou diversos documentários. Lecciona na Faculdade de Ciências Sociais e Humanas, onde foi assistente do Departamento de Ciências da Comunicação.
Foi casada com João César Monteiro, de quem foi colaboradora.

## Prémios e Nomeações
Foi galardoada com o Prémio Carreira, no Festival Internacional de Cinema de Roma em 2005. Em 1999, já tinha sido distiguida no mesmo festival com o Prémio de Reconhecimento pelo filme O Anjo da Guarda que foi considerado pelo júri como uma obra prima. 
A Escola Superior Artística do Porto (ESAP), laureou-a com o Prémio Aurélio Paz do Reis em 2012, como reconhecimento pela sua carreira cinematográfica. 
Ganhou o Grande Prémio de Longa Metragem na edição de 2005 do IndieLisboa com o filme Adriana que foi nomeado para os Globos de Ouro de 2006.  
Por ele, também recebeu o Prémio Especial do Júri no Festival Luso-Brasileiro de Santa Maria da Feira em 2005 e o Grande Prémio da Cidade da Covilhã no Festival de Cinema da Covilhã.   Este, foi também nomeado para a categoria de Melhor Filme dos Globos de Ouro 2006; nos quais Ana Moreira foi galardoada com o prémio de Melhor Actriz de Cinema pela sua actuação no filme. 
Em 2013, o argumento de Paixão, co-escrito com Maria Velho da Costa, esteve nomeado para os Prémios Sophia desse ano. 

## Filmografia (cinema)
Realizou os filmes: 
- 1975 - Clínica Comunal Popular de Cova da Piedade, documentário [19][20]
- 1976 - Para todo o serviço, documentário [19][21]
- 1982 - Olho de Vidro: Uma História da Fotografia, documentário
- 1987 - Relação Fiel e Verdadeira, filme que se baseou na auto-biografia de Antónia Margarida de Castelo Branco, Festival de Veneza, 1987 [22][23]
- 1988 - Flores Amargas
- 1991 - Daisy, um Filme para Fernando Pessoa [24]
- 1992 - Rosa Negra, com argumento escrito por Maria Velho da Costa, Festival de Locarno, Selecção Oficial em Competição [25]
- 1994 - A Luz Incerta
- 1996 - As escolhidas, documentário sobre a pintora Graça Morais [26][27]
- 1999 - O Anjo da Guarda - Festival de Roma de 1999 - 1.º Prémio [28]
- 2002 - Não me Cortes o Cabelo que Meu Pai me Penteou, curta metragem
- 2005 - Adriana
- 2007 - Sobre o Lado Esquerdo, curta metragem sobre o escritor Carlos de Oliveira [29]
- 2007 - LuzLinar e o Louva-a-Deus, documentário sobre a artista plástica Maria Lino [30][31]
- 2009 - Fátima de A a Z, documentário sobre a escritora Maria Velho da Costa
- 2010 - Perdida Mente
- 2010 - Conversas no Cabeleireiro, co-realizado com Solveig Nordlund
- 2012 - O Fantasma do Novais
- 2012 - Paixão
- 2012 - A Esquina do Tempo, curta-metragem
- 2017 - A que chamas pensar?, curta-metragem [32]
- 2018 - Mar [33]

Como assistente de realização: 
- 1972 - Fragmentos de um Filme-Esmola, de João César Monteiro
- 1977 - Veredas, de João César Monteiro [34]
- 1979 - A Mãe, de João César Monteiro
- 1979 - O Amor das Três Romãs, de João César Monteiro
- 1981 - Silvestre, de João César Monteiro